# ادبیات سواحلی
ادبیات سواحلی به ادبیات نوشته‌شده به زبان سواحلی، به‌ویژه توسط مردم سواحلی در سواحل شرق آفریقا و جزیره‌های همسایه اشاره دارد. همچنین می‌تواند به ادبیات نوشته‌شده توسط کسانی که به زبان سواحلی می‌نویسند، اطلاق شود. سواحلی‌ها شاخه‌ای از فرهنگ بانتو هستند. نخستین آثار ادبی به اوان قرن هجدهم بازمی‌گردند؛ زمانی که تمام ادبیات سواحلی به خط عربی نوشته می‌شد.
ادبیات سواحلی را گاهی برخی دانشوران غربی مانند یان کناپرت اسلامی تشخیص داده‌اند. این رویکرد مورد انتقاد برخی کارشناسان مانند ابراهیم نور شریف قرار گرفت. در حقیقت، شعر سواحلی بسیاری کارهای سکولار را توسط شاعرانی مانند محمد کیجوما خلق کرده‌است.
به‌خاطر این کاوش و علاقه خاورگرایانه به فرهنگ و زبان سواحلی بیشتر تحلیل و بررسی‌ها در مورد ادبیات سواحلی خارج از مکان بومی صورت گرفته‌اند.